# Elecciones estatales de Chihuahua de 1968
Las elecciones estatales de Chihuahua de 1968 se llevaron a cabo el domingo 7 de julio de 1968, y en ellas se renovaron los siguientes cargos de elección popular en el estado mexicano de Chihuahua:
- Gobernador de Chihuahua. Titular del Poder Ejecutivo del estado, electo para un periodo de seis años no reelegibles en ningún caso, el candidato electo fue Oscar Flores Sánchez.
- 14 diputados del Congreso del Estado. Electos por mayoría relativa en cada uno de los distritos electorales.
- 67 ayuntamientos. Compuestos por un presidente municipal y regidores, electos para un periodo de tres años no reelegibles para el periodo inmediato.

## Resultados electorales

### Gobernador
|  | 23.69 % |

|  | 75.35 % |

|  | 0.97 % |

|  | 100.00 % |

|  | 59.48 % |

|  | 40.52 % |

### Ayuntamientos
| Partido                                | Partido | Partido                              | Ayuntamientos |
| -------------------------------------- | ------- | ------------------------------------ | ------------- |
|                                        |         | Partido Acción Nacional              | 0/67          |
|                                        |         | Partido Revolucionario Institucional | 67/67         |
|                                        |         | Partido Popular Socialista           | 0/67          |
| Total                                  | Total   | Total                                | 67            |
| Las Elecciones en Chihuahua 1921-2006. |         |                                      |               |

#### Ayuntamiento de Chihuahua
- Ramón Reyes García   Hecho

#### Ayuntamiento de Juárez
- Bernardo Norzagaray Ángulo   Hecho

### Congreso del Estado de Chihuahua
| Partido                                | Partido | Partido                              | Escaños |
| -------------------------------------- | ------- | ------------------------------------ | ------- |
|                                        |         | Partido Acción Nacional              | 0/14    |
|                                        |         | Partido Revolucionario Institucional | 14/14   |
|                                        |         | Partido Popular Socialista           | 0/14    |
| Total                                  | Total   | Total                                | 14      |
| Las Elecciones en Chihuahua 1921-2006. |         |                                      |         |